# Otto August Heinrich Dahlke
Otto August Heinrich Dahlke, auch Dahlcke,  (* 1767 in Bublitz; † nach 1806) war ein deutscher Jurist und Oberbürgermeister von Kolberg.
Dahlke wurde 1767 in Bublitz in Hinterpommern als Sohn des dortigen Amtmanns geboren. Er studierte die Rechte an der Universität Halle und der Universität Frankfurt. 1786 trat er in Köslin in den preußischen Justizdienst ein, wo er bis zum Justizkommissar und Notar aufrückte.
1793 wechselte er nach Kolberg, um dort Justizbürgermeister, Syndikus und Direktor des Stadtgerichts zu werden. Nach dem Tode des bisherigen Oberbürgermeisters Johann Gottlieb Stieg im Jahre 1806 wurde Dahlke sein Nachfolger als Oberbürgermeister und städtischer Landrat.